# Екскурсовод

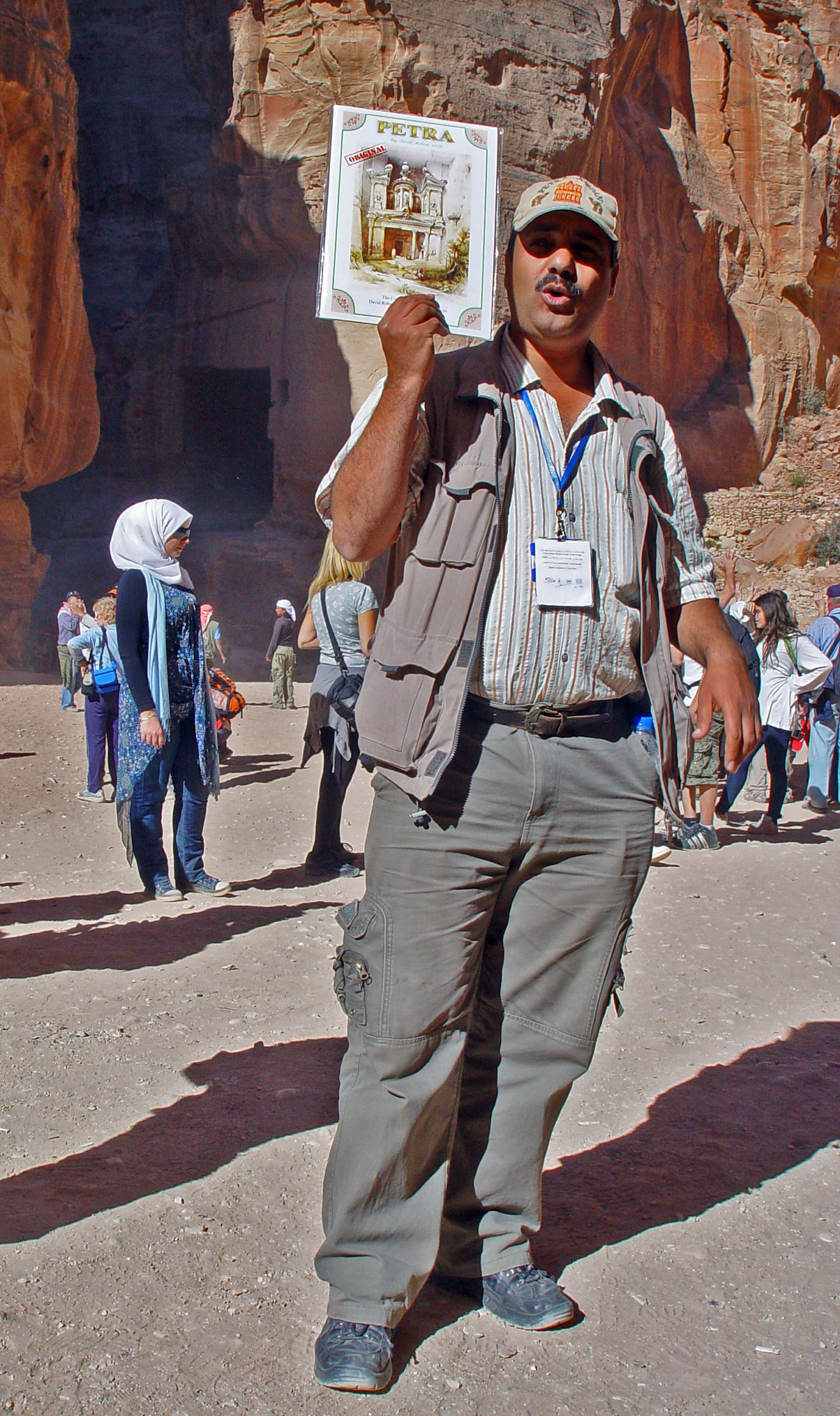
Екскурсовод в Петра (Йордан)

Екскурсово́д також провідник, гід — людина, що проводить екскурсії по визначних місцях, виставках, експозиціях, музеях, заповідниках, архітектурних спорудженнях, садово-паркових ансамблях і т. д. Супроводжує групи екскурсантів у поїздках. Розробляє тематику екскурсій, маршрути, готує зміст матеріалу, складає тексти, використовує історико-архівні джерела, наукові дані, новітні повідомлення, оновлює методичні розробки, готує інформацію спеціального характеру до доступної форми представлення. Повинний знати методику підготовки і проведення екскурсій, порядок їхнього проведення й обслуговування екскурсантів.

## Умови праці
Робота протікає в умовах високого комунікативного навантаження. Спілкування в праці інтенсивне, з великою кількістю людей. Можливі поїздки, у тому числі тривалі.

## Області застосування

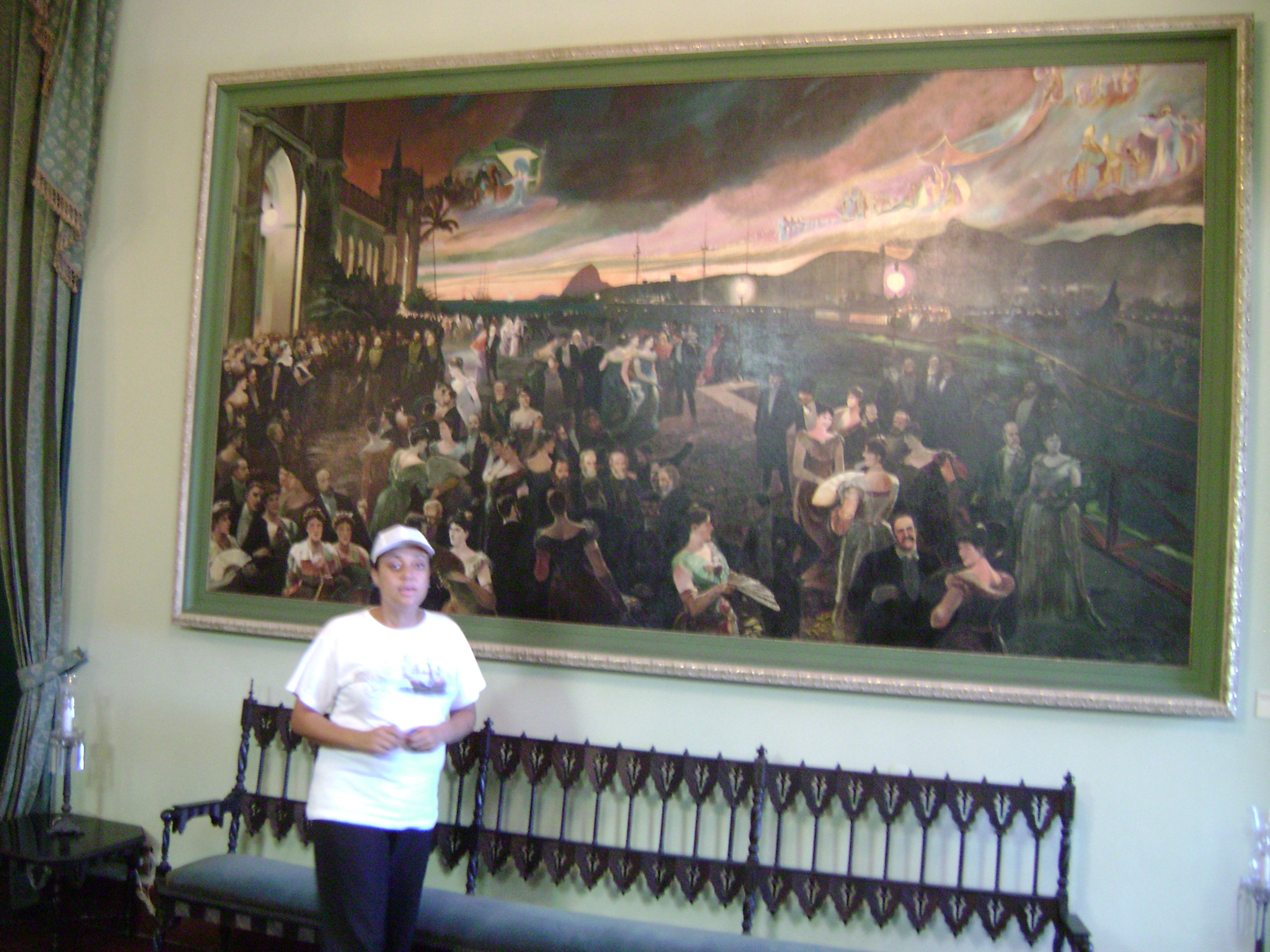
Екскурсовод в культурному центрі Марінха (Морський культурний центр), Ріо-де-Жанейро, Бразилія

Екскурсоводи працюють у музеях, виставкових комплексах, екскурсійних бюро, туристичних агентствах, фірмах тощо.
Домінуюча професійна спрямованість — на роботу з людьми, знаковими системами і художнім образом.
Професійний тип особистості — дослідницький, артистичний, соціальний.
Домінуючі інтереси — до предмета екскурсії, літератури, історії, географії, журналістики, наукових знань, мистецтвознавства, музеєзнавства, культурології, етнографії, регіоноведення, іноземних мов, туризму. Супутні інтереси — до економіки, суспільної роботи.

## Необхідні якості
Професія екскурсовода пред'являє дуже високі вимоги до якостей людини. Необхідний високий рівень розвитку загальних здібностей — великий інтелект, значний обсяг оперативної і довгострокової пам'яті, гарні показники уваги (стійкість, концентрація, розподіл, переключення), витривалість, працездатність, урівноваженість, розвиті комунікативні уміння і навички. Для успішної роботи екскурсовод повинний мати гарну дикцію й артикуляцію, культурну мову, глибокі знання в області предмета екскурсії, широкий кругозір.
Розробка нової тематики вимагає гарних аналітичних здібностей, уміння працювати з архівними матеріалами, друкованими виданнями, іншими джерелами інформації. Професія екскурсовода належить до творчих видів праці, вимагає тривалої різнобічної підготовки і постійного самовдосконалення професіонала в процесі роботи. Бажаний приємний тембр голосу.

## Споріднені професії
Гід, музейний працівник, культуролог, етнограф, історик, краєзнавець, лектор, актор, педагог.
Професія екскурсовода отримує останнім часом широке поширення, є витребуваною в рамках свого професійного напрямку, однак не є масовою. Для роботи екскурсовода в області мистецтва необхідно закінчити мистецтвознавчі факультети вищих навчальних закладів. Робота екскурсовода на експозиціях наукового, технічного, технологічного, медичного, історичного і т. п. профілю вимагає відповідної освіти і додаткової підготовки в сфері екскурсознавства.